# Иоанн XXI
Иоанн XXI (лат. Ioannes PP. XXI, в миру — Петрус Ребули Юлиани или Педру Жулиан, порт. Pedro Julião или Пётр Испа́нский лат. Petrus Hispanus; между 1210 и 1220 — 20 мая 1277) — папа римский с 8 сентября 1276 года по 20 мая 1277 года. Единственный папа португальского происхождения.

## Ранние годы
Собственно, должен быть Иоанном XX, а неправильный счёт частично обусловливался легендой о папессе Иоанне, которая считалась Иоанном VIII, частично путаницей вследствие многочисленных и эфемерных антипап).
Педру, вероятно, родился в Лиссабоне между 1210 и 1220 годами. Он начал учёбу в епископской школе Лиссабонского кафедрального собора, а затем поступил в Парижский университет, хотя некоторые историки утверждают, что он получил образование в Монпелье. Везде, где он учился, он концентрировался на медицине, теологии, логике, физике, метафизике и диалектике Аристотеля.
Педру славился своей учёностью. Некоторые историки идентифицируют его с человеком, известным как Пётр Испанский. Этот человек изучал медицину в университете Сиены, где написал «Summulae Logicales», справочное пособие по аристотелевской логике, используемое в европейских университетах в течение более чем 300 лет. Он стал известным университетским преподавателем, а затем вернулся в Лиссабон. В Гимарайнше он стал советником короля Афонсу III в церковных делах. Пётр пытался стать епископом Лиссабона, но не был избран.
Точно известно, что Педро стал врачом папы Григория X (1271—1276) в начале его правления. В марте 1273 года он был избран архиепископом Браги и примасом Португалии, а 3 июня 1273 года Григорий X произвёл его в кардиналы-епископы Фраскати.

## Папство
После смерти папы Адриана V 18 августа 1276 года Педро был избран папой Римским 13 сентября, приняв имя Иоанна XXI. (5 сентября 1276 был избран папой Римским Вичедомино Де Вичедоминус, и даже взял себе имя Григория XI, но умер на утро после конклава и не был посвящен в папы). Он был коронован неделю спустя. Одним из немногих актов Иоанна XXI за время его короткого правления было восстановление указа 1274 года о конклаве: кардиналы должны были находиться в изоляции, пока не изберут преемника папы, постепенно их запасы продовольствия и питья полагалось ограничивать, если им требовалось слишком много времени для обсуждения.
Большая часть краткого понтификата Иоанна XXI прошла при доминировании могущественного кардинала Джованни Гаэтано Орсини (будущего папы Николая III). Избранный папой, Иоанн поставил своей задачей снарядить крестовый поход. Считая главным препятствием для этого спор между Альфонсом Кастильским и Филиппом III Французским о наследстве в Кастилии, Иоанн, делая всё для его прекращения, отправил в Париж легатов с самыми обширными полномочиями. Однако спор затянулся, а папа неожиданно скончался.

## Смерть и наследие

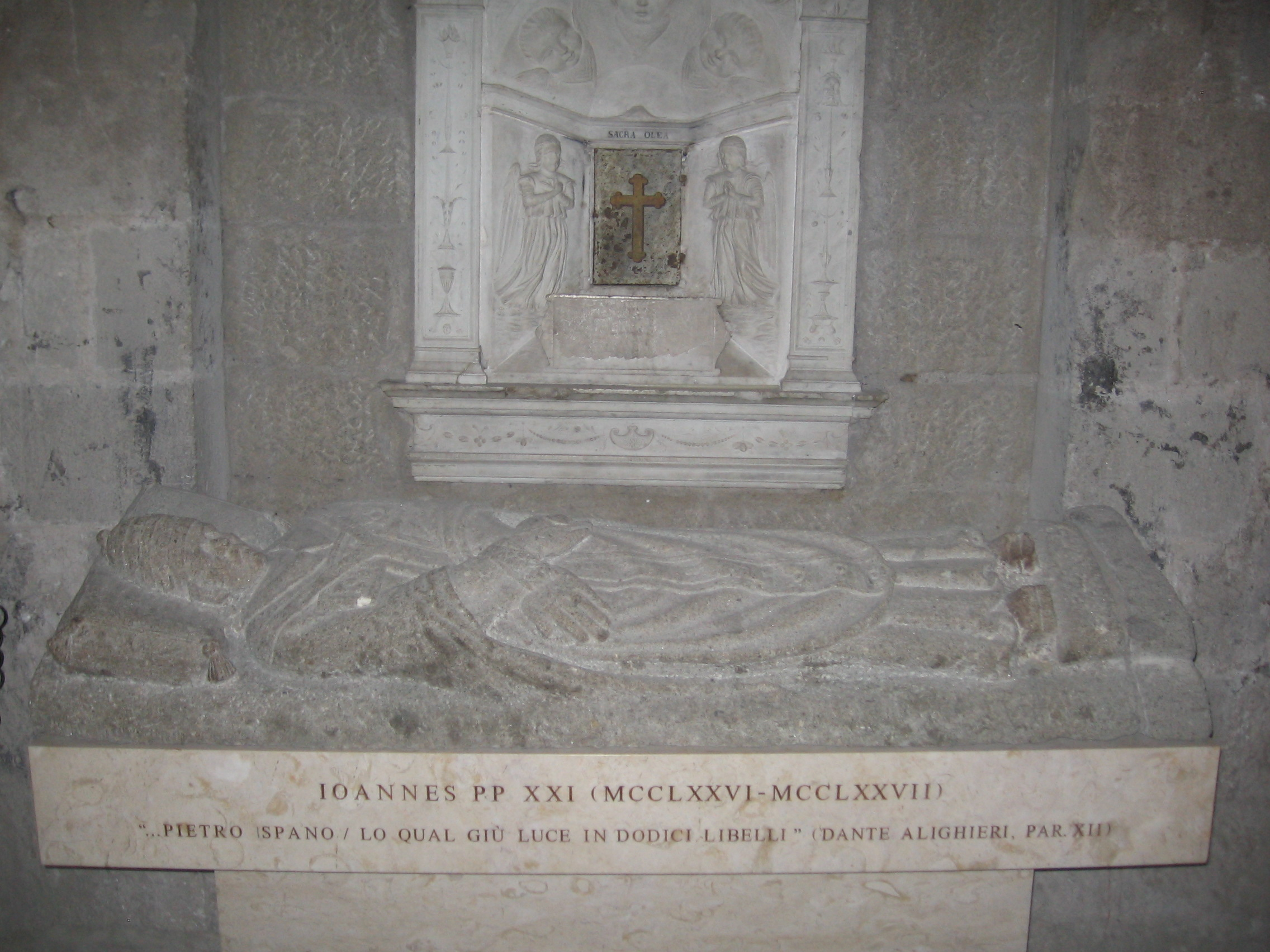
Гробница Иоанна XXI

Для проведения интересовавших его медицинских исследований папа пристроил новое помещение к папскому дворцу в Витербо — здесь он собирался уединяться, чтобы спокойно работать. 14 мая 1277 года, когда папа был один в этом помещении, рухнула крыша. Иоанн был извлечен из-под обломков и умер 20 мая от полученных травм. Он был похоронен в Дуомо-ди-Витербо, его могила сохранилась.
После его смерти ходили слухи, что Иоанн XXI на самом деле был волшебником (подобные подозрения были обычными для средневековых ученых) и что он писал еретическое сочинение в комнате, из-за чего Господь обрушил на него потолок.
В «Божественной комедии» Данте видит Иоанна XXI («Петра Испанского») на небесах с другими духами великих церковных ученых.

## Медицинские труды

Thesaurus pauperum

Из медицинских сочинений Иоанна большой известностью пользовалась в средние века его «Practica medicinae, quae thesaurus pauperum nuncupatur» (Антверп., 1494); его «Summula logicae» (Кёльн, 1487; иначе «Summulae logicales» или просто «Tractatus») была в своё время весьма распространенным учебником. Кроме того, Иоанн написал комментарий на Аристотеля и Фому Аквинского и много других трактатов.
Одна из наиболее полных книг о контрацепции была написана «Петром Испанским», она содержала рекомендации по контролю рождаемости и менструального цикла. Книга была чрезвычайно популярной и получила название Thesaurus pauperum — «Сокровище бедных». Многие из рекомендаций Петра были признаны эффективным даже современными исследователями. Однако уверенности, что автор Thesaurus pauperum и Иоанн XXI — одно и то же лицо, нет. Французский писатель Морис Дрюон в романе «Узница Шато-Гайяра» (из цикла «Проклятые короли») безосновательно приписывает авторство данного трактата другому папе — Иоанну XXII.